# Andreas Granqvist
Andreas Granqvist (født d. 16. april 1985) er en svensk tidligere professionel fodboldspiller, som i dag arbejder som sportsdirektør for Helsingborgs IF.

## Klubkarriere
Granqvist startede sin karriere hos Helsingborg, og han var i 2006 var med til at vinde den svenske pokalturnering.
I 2007 skiftede han til Wigan Athletic i den engelske Premier League på en lejeaftale som blev gjort permanent. Han havde dog ikke succes i England, og blev i 2008 lejet tilbage til Helsingborg.
I 2008 skiftede han på en permanent aftale til hollandske FC Groningen.
I 2011 skiftede han til Genoa i den italienske Serie A, hvor han spillede i to år.
Han skiftede derefter til russiske Krasnodar i 2013, og spillede 5 år for klubben, hvor han også blev kaptajn for holdet.
I 2018 vendte han hjem til Helsingborg, og spillede for klubben frem til 2021, hvor stoppede karrieren, og i stedet indtog en rolle som sportsdirektør.

## Landshold
Granqvist fik sin første landskamp i en venskabskamp mod Jordan 23. januar 2006.
Granqvist blev anfører for landsholdet efter at Zlatan Ibrahimović gik på pension fra landsholdet efter EM 2016.
Han har repræsenteret Sverige ved både EM i 2008, EM i 2012, EM 2016 og VM 2018.